# Belela Herrera
María Bernabela «Belela» Herrera Sanguinetti (Montevideo, 2 de abril de 1927-Montevideo, 17 de mayo de 2025) fue una profesora y política uruguaya, activista por los derechos humanos y vicecanciller de Uruguay entre el 2005 y 2008. 

## Biografía
Desde 1973 pasó a ser funcionaria del Alto Comisionado de las Naciones Unidas para los Refugiados (ACNUR) en países tales como Argentina, México, España, Perú, Brasil, Chile así como también en países de América Central y el Caribe. Dentro de la ONU ocupó el cargo de subdirectora de la División de Derechos Humanos en una misión de la ONU en El Salvador. También trabajó de observadora de DD HH en la misión que hicieron en conjunto la ONU y la OEA en Haití. Así como también trabajó de observadora de DD HH en las elecciones de Sudáfrica.
Retornada la democracia en Uruguay asumió la Presidencia de la Comisión de Asuntos y Relaciones Internacionales del Frente Amplio. 
Entre 1987 y 1989 integró la "Comisión Nacional Pro Referéndum", constituida para revocar la "Ley de Caducidad de la Pretensión Punitiva del Estado", promulgada en diciembre de 1986 para impedir el juzgamiento de los crímenes cometidos durante la dictadura militar en Uruguay (1973-1985). Se desempeñó allí en la Comisión de Relaciones Internacionales.
En febrero de 1995 asumió como Directora de Cooperación y Relaciones Internacionales en la Intendencia Municipal de Montevideo; este cargo se extendió hasta julio del 2005. En calidad de tal, trabajó en el desarrollo de las Mercociudades y en la aplicación de las políticas de Montevideo Ciudad Abierta.
El 1 de marzo del 2005 el presidente de Uruguay, Tabaré Vázquez, la nombró Vicecanciller del Uruguay junto con su par, el Canciller Reinaldo Gargano.

## Premios y reconocimientos
Una sala de ACNUR fue nombrada en su honor en 2022, por su trabajo y compromiso en relación con los derechos humanos y las personas refugiadas.
Soledad Castro Lazaroff realizó Una de nosotras (2019), una película documental sobre Belela Herrera, en la cual es entrevistada respecto de su vida y su lucha.
En 2019, en ocasión de la Conmemoración del Día Internacional de los Derechos Humanos, recibió el Premio de Derechos Humanos de parte de la Secretaría de Derechos Humanos de la Presidencia de la República Oriental del Uruguay.
La Junta Departamental de Montevideo colocó, en 2018, una baldosa homenaje en el Espacio de los Soles (Peatonal Sarandí) "en reconocimiento a su dedicación, perseverancia, lucha y defensa de los Derechos Humanos".
En 2017 recibió un reconocimiento de parte del Instituto Interamericano de Derechos Humanos (IIDH) por ser símbolo de la lucha por los derechos humanos.
La Fundación Mario Benedetti le otorgó en 2015 el Premio Internacional a la Lucha por los Derechos Humanos y la Solidaridad.
En el marco del encuentro “Derechos de las mujeres en las políticas públicas. Indicadores de ejercicio” (2014), un grupo de organizaciones de derechos humanos y asociaciones de mujeres realizó un homenaje a Belela Herrera, por su compromiso con la defensa de los derechos humanos.
El 8 de marzo de 2012, en ocasión del Día Internacional de la Mujer, fue declarada Ciudadana Ilustre de la ciudad de Montevideo.
La embajada argentina en Uruguay (en nombre del gobierno argentino) condecoró en 2011 a Belela Herrera con la Orden de Mayo al Mérito (en grado de Gran Cruz), por su “pelea ardiente a favor de los derechos humanos”.

## Familia
Su suegro César fue un destacado político que ocupó diversos cargos, entre otros, el de vicepresidente de la República. Su esposo fue embajador en Chile. Su hijo César es cineasta.